# Överflygling

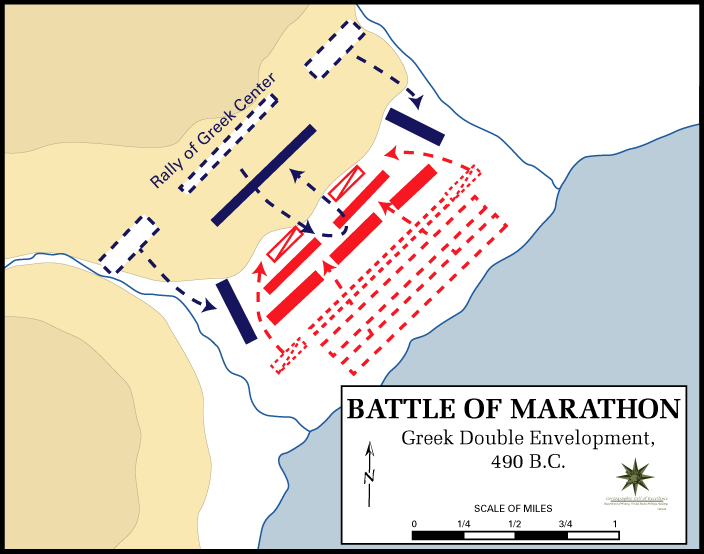
Slaget vid Marathon: de blå styrkorna gör en överflygling av de röda styrkorna

Överflygling eller kringgående rörelse är en taktisk term som beskriver ett sätt att med en omfattningsrörelse övermanna en fiendes styrka från två eller flera håll. På samma gång som motståndaren uppehålls frontalt görs en kraftsamling för att gå runt motståndarens linje och nå flank, eller rygg. Detta gör att fienden får svårt att agera på slagfältet och även att försvara sig mot anfall.
 Den psykologiska aspekten av en överflygling är viktig; en fiende som uppfattar att motståndaren samtidigt slår till på fler ställen får svårt att kraftsamla i någon riktning och måste eventuellt retirera. De förband som utgör flyglarna, oftast de mest lättrörliga delarna av armén till exempel kavalleri, väntar sig normalt inte bli anfallna, eftersom deras uppgift är att svara för just en överflygling.

Som försvar mot överflygling kan man svänga tillbaka den del av armén som riskerar att överflyglas och bilda ny front, samt om möjligt förlänga linjen med ytterligare trupper. Ett exempel är den svenska armén i slaget vid Breitenfeld.

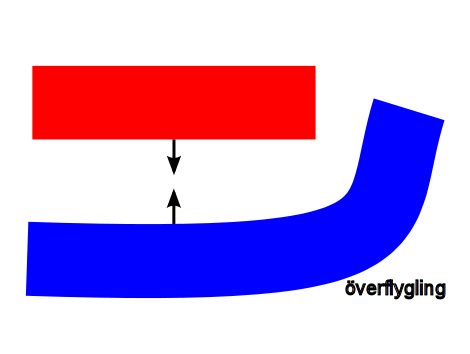
Skiss av överflygling
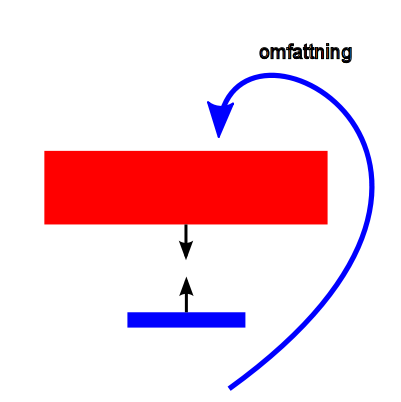
Skiss av militär omfattning
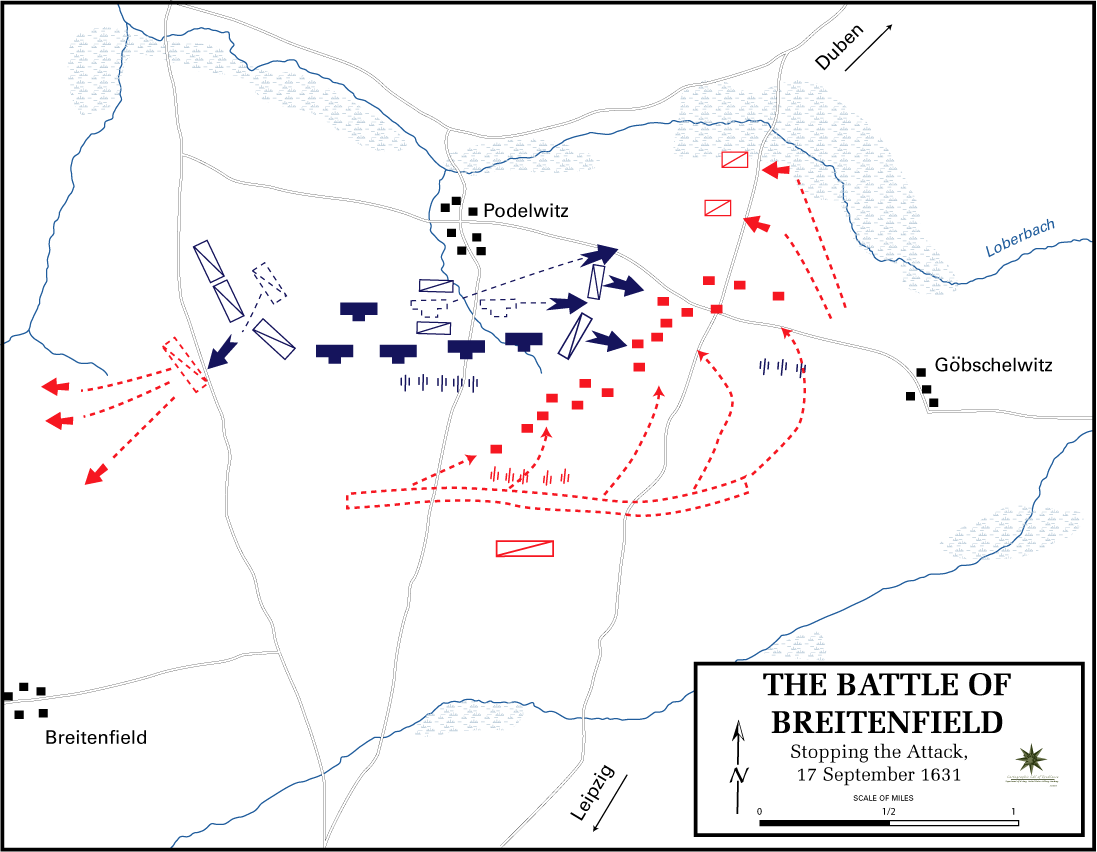
Breitenfeld 1631. Den kejserliga armén (rött) drar sig åt höger för att överflygla. Den svenska armén (blått) svänger upp för att möta hotet och förlänger linjen med reservtrupper.